# Real Sociedad Económica Aragonesa de Amigos del País

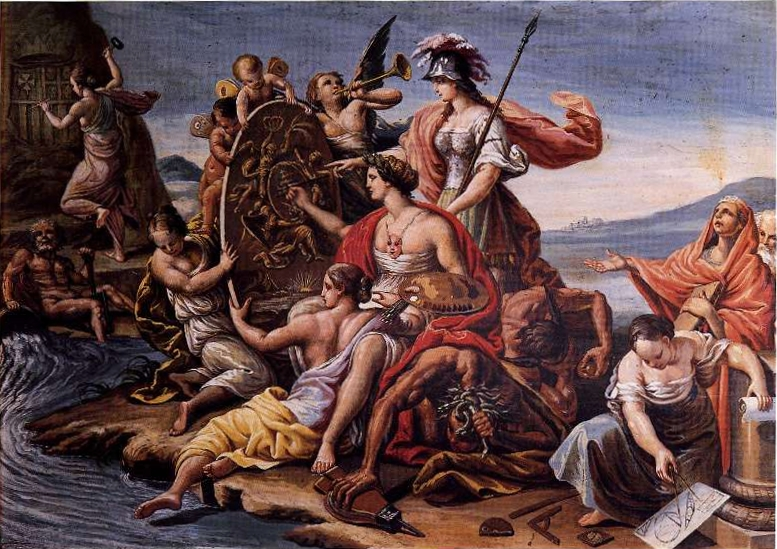
Fray Manuel Bayeu, Alegoría de las Bellas Artes exaltando a la Real Sociedad Económica Aragonesa de Amigos del País, h. 1785. Obra propiedad de la misma institución.

La Real Sociedad Económica Aragonesa de Amigos del País es una institución aragonesa, que fue promovida por los ilustrados de Aragón como semilla y apoyo a la incipiente curiosidad científica en esta región. Sirvió de estímulo para su desarrollo y contribuyó con ello al progreso de las reformas dieciochescas en toda España siguiendo los pasos de otras Sociedades Económicas de Amigos del País.

## Historia
Se fundó en 1776, el mismo año que la Real Sociedad Económica de Amigos del País de Valencia, para enseñar y cultivar las ciencias naturales ya que, en Aragón, la Universidad de Zaragoza se mantenía paradójicamente alejada del desarrollo científico del momento.
Agrupó bajo su paraguas a ilustres personajes aragoneses de la época. Estos, mediante el pago de cuotas, subvencionaban a la institución y promovían las investigaciones y obras de desarrollo económico en la segunda mitad del siglo XVIII. Así, dentro del ilustre elenco de socios de esta, se encontraban entre otros Ramón Pignatelli, Ignacio de Asso, el Conde de Aranda, Juan Antonio Hernández Pérez de Larrea o Antero Noailles Pérez.
Pocos años tras de su fundación, en 1792, funda la Real Academia de Bellas Artes de San Luis. En 1886 creó la Caja de Ahorros y Monte de Piedad de Zaragoza, que posteriormente cambió su nombre a Caja de Ahorros de Zaragoza y luego a Ibercaja. También impulsó la Exposición Aragonesa de 1868 y la de 1885. En 1934 crea la Feria de Muestras de Zaragoza. 
En 2013 le fue concedida a la institución la Medalla de Oro de las Cortes de Aragón y al año siguiente, la obra social de Ibercaja, una de las fundaciones de esta Real Sociedad Económica, organizó la exposición antológica de su trayectoria Pasión por Aragón. La Real Sociedad Económica Aragonesa de Amigos del País.